# La famiglia Addams (serie televisiva)
La famiglia Addams è una serie televisiva comica statunitense andata in onda fra il 1964 e il 1966 sul network statunitense ABC, che vede protagonisti i personaggi della famiglia Addams creati da Charles Addams.

## Trama
La famiglia è composta da Gomez Addams, ricchissimo e distinto gentiluomo amante dei sigari e con l'hobby di far saltare trenini elettrici, da sua moglie Morticia, fascinosa dark lady sempre pallidissima e vestita di nero, e dai loro due figli, la piccola e sadica Mercoledì e il pingue Pugsley.
Vivono in una enorme e fatiscente villa gotica, decisamente sinistra, che ospita anche lo strampalato zio Fester, l'anziana madre di Gomez, simpatica cartomante e fattucchiera chiamata da tutti "mammà" e un cugino, chiamato Itt, che parla un idioma incomprensibile allo spettatore ma ben compreso dalla famiglia e di cui niente si vede a parte un enorme ammasso di capelli che ne copre interamente la figura.
La famiglia ha come maggiordomo un gigantesco surrogato del mostro di Frankenstein, chiamato Lurch, mentre da vari anfratti della casa talvolta esce una mano, a cui la famiglia si rivolge appunto col nome di Mano (Thing, nell'originale), spesso compare un corvo impagliato che parla. L'enorme e smisurata ricchezza della famiglia consente ai protagonisti di non lavorare mai e di coltivare le proprie stranezze.

## Episodi
| Stagione         | Episodi | Prima TV originale | Prima TV Italia |
| ---------------- | ------- | ------------------ | --------------- |
| Prima stagione   | 34      | 1964-1965          | 1966-1980       |
| Seconda stagione | 30      | 1965-1966          | 1980            |

## Personaggi

### Personaggi principali
- Gomez Addams, nel primo doppiaggio italiano Demon Addams[1] (stagioni 1-2), interpretato da John Astin, doppiato in italiano da Renzo Stacchi.
- Morticia Addams, da nubile Morticia Frump (stagioni 1-2), interpretata da Carolyn Jones, doppiata in italiano da Fabrizia Castagnoli.
- Mercoledì Addams, nel primo doppiaggio italiano Stellina Addams[2] (stagioni 1-2), interpretata da Lisa Loring, doppiata in italiano da Francesca Guadagno.
- Pugsley Addams, nel primo doppiaggio italiano Giglio Addams[2] (stagioni 1-2), interpretato da Ken Weatherwax, doppiato in italiano da Marco Guadagno.
- Zio Fester,  nel primo doppiaggio italiano Zio Drago[1] (stagioni 1-2), interpretato da Jackie Coogan, doppiato in italiano da Enrico Luzi.
- Nonna Addams (stagioni 1-2), interpretata da Blossom Rock, doppiata in italiano da Flora Carosello e Micaela Giustiniani.
- Lurch, nel primo doppiaggio italiano Frankenstein[1] (stagioni 1-2), interpretato da Ted Cassidy, doppiato in italiano da Renzo Stacchi e Marcello Prando.
- Mano (stagioni 1-2), interpretato da Ted Cassidy.
- Cugino Itt (stagioni 1-2), interpretato da Felix Silla e Roger Arroyo, doppiato in italiano da Carlo Reali.

### Personaggi ricorrenti
- Ofelia Frump (stagione 2), interpretata da Carolyn Jones, doppiata in italiano da Fabrizia Castagnoli.
È la sorella stralunata di Morticia, suo esatto opposto, bionda, solare e giuliva, ama le margherite delle quali indossa sempre una coroncina in testa.
- Hester Frump (stagione 2), interpretata da Margaret Hamilton, doppiata in italiano da Francesca Palopoli e Micaela Giustiniani.
È la madre di Morticia.

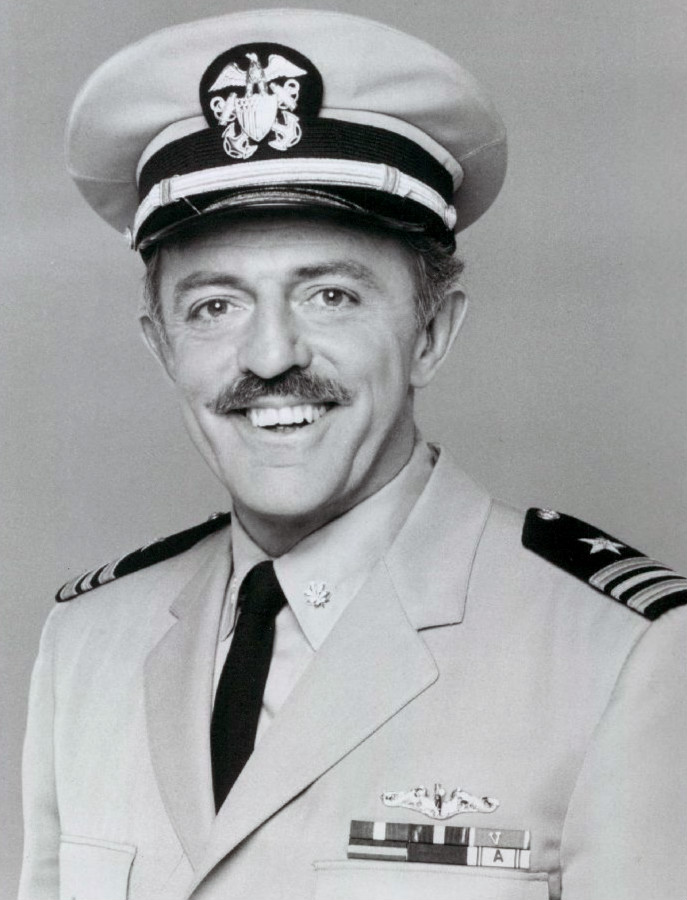
John Astin, interprete di Gomez Addams
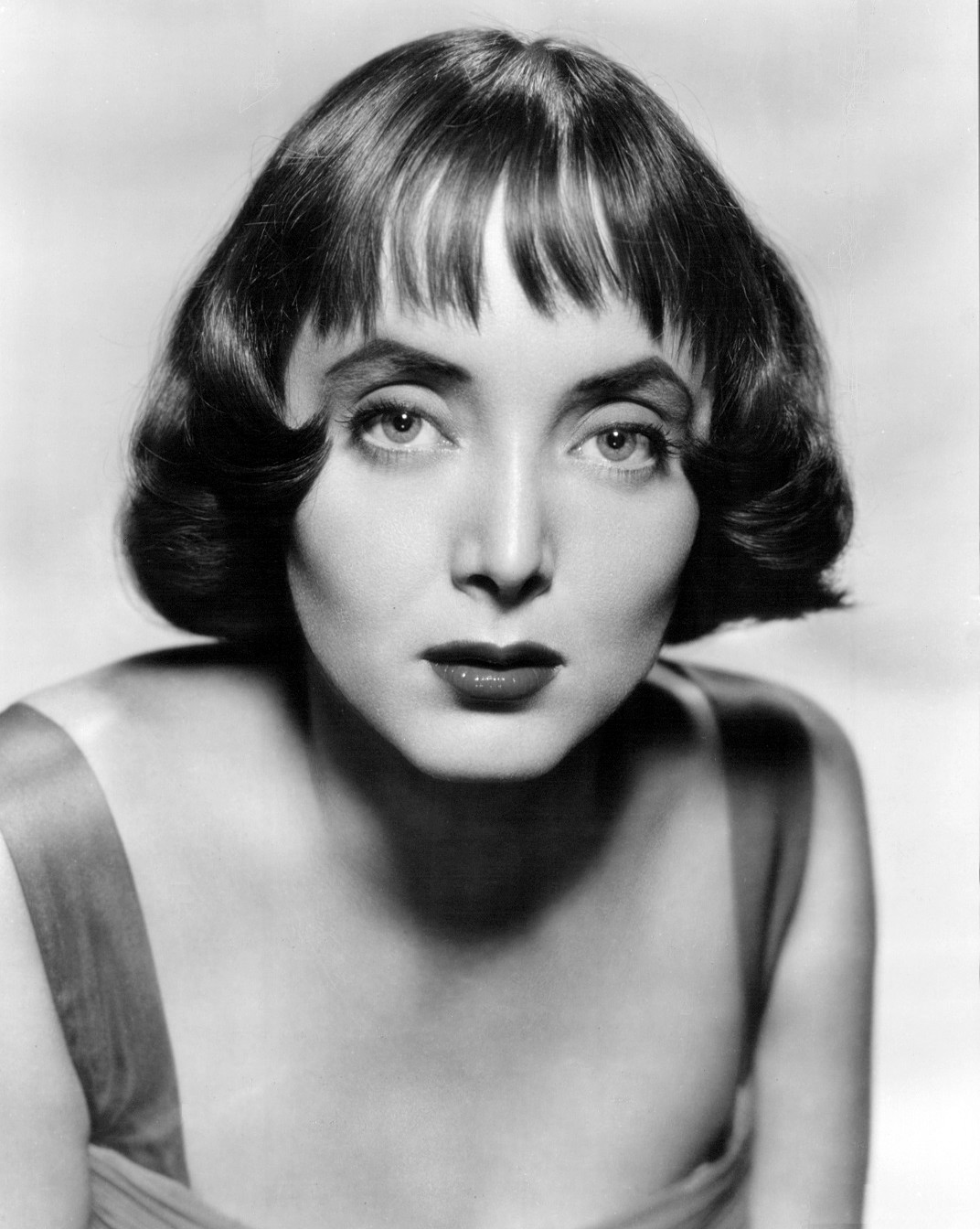
Carolyn Jones, interprete di Morticia Addams e Ofelia Frump
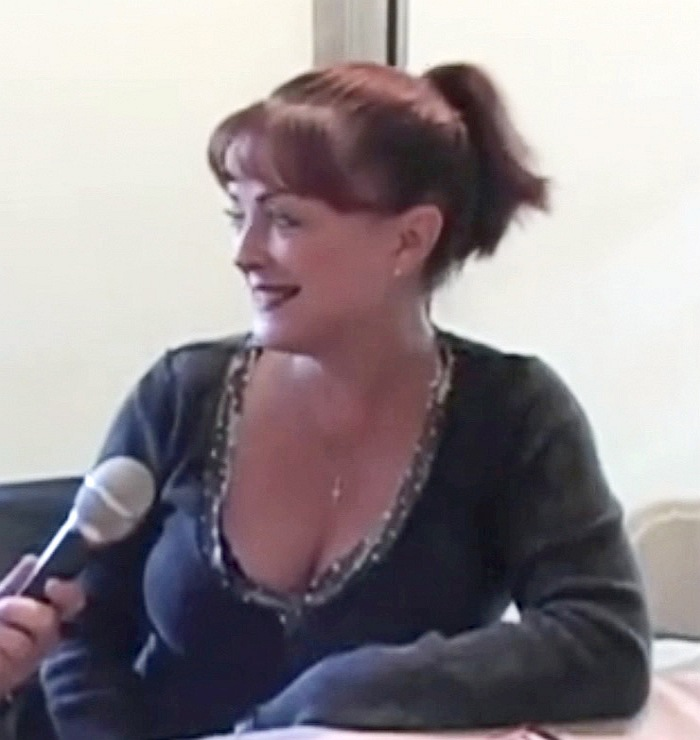
Lisa Loring, interprete di Mercoledì Addams
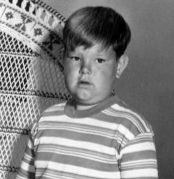
Ken Weatherwax, interprete di Pugsley Addams
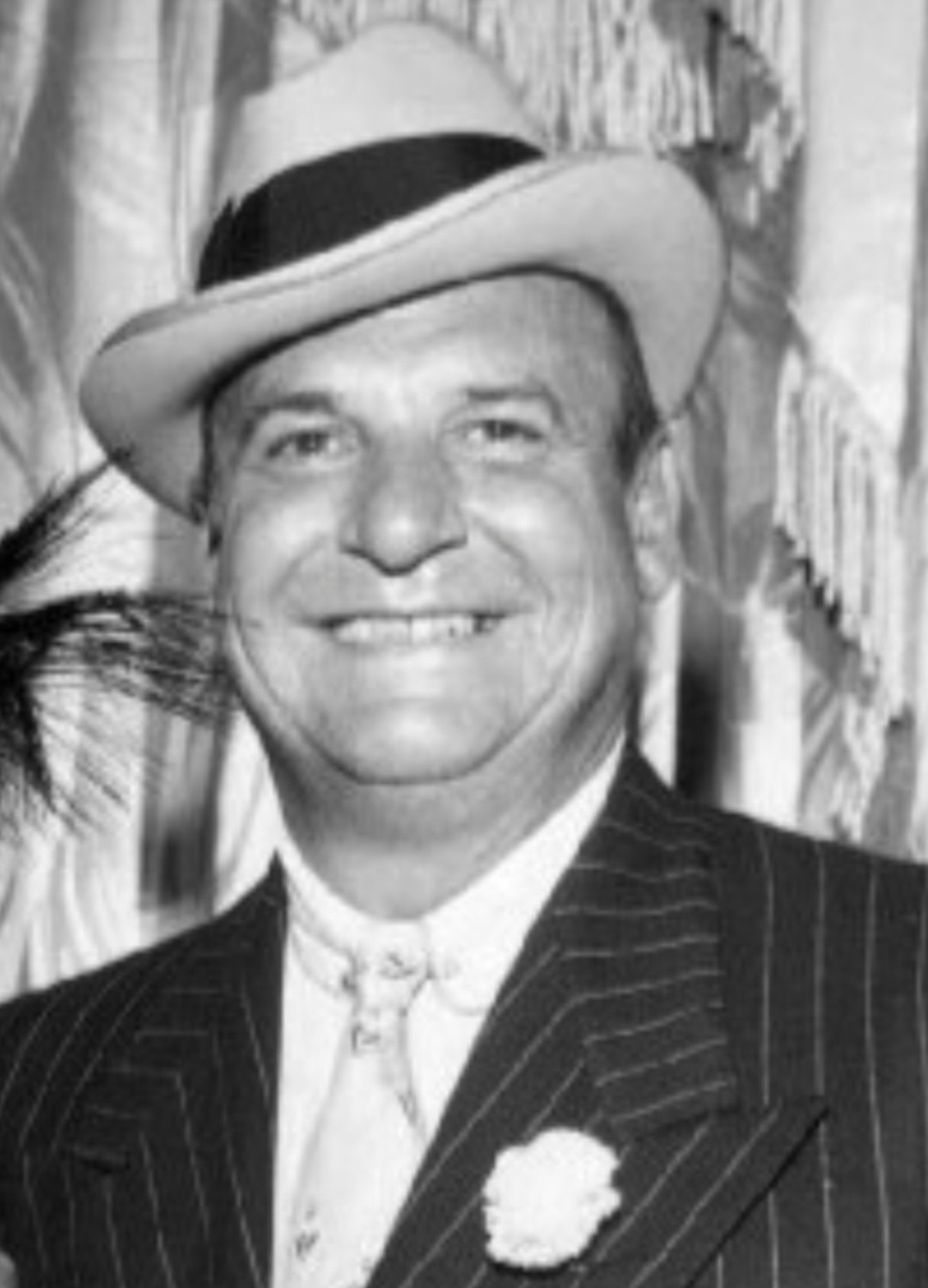
Jackie Coogan, interprete dello Zio Fester
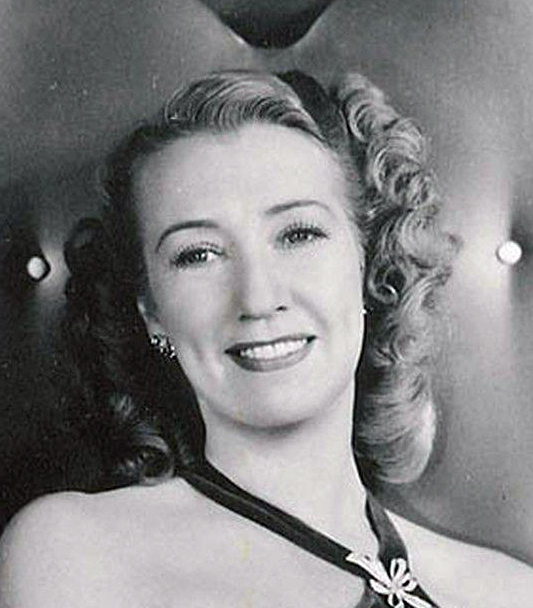
Blossom Rock, interprete di Nonna
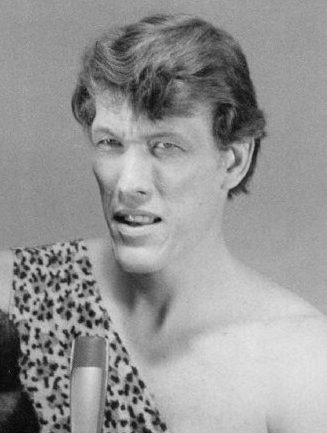
Ted Cassidy, interprete di Lurch e Mano
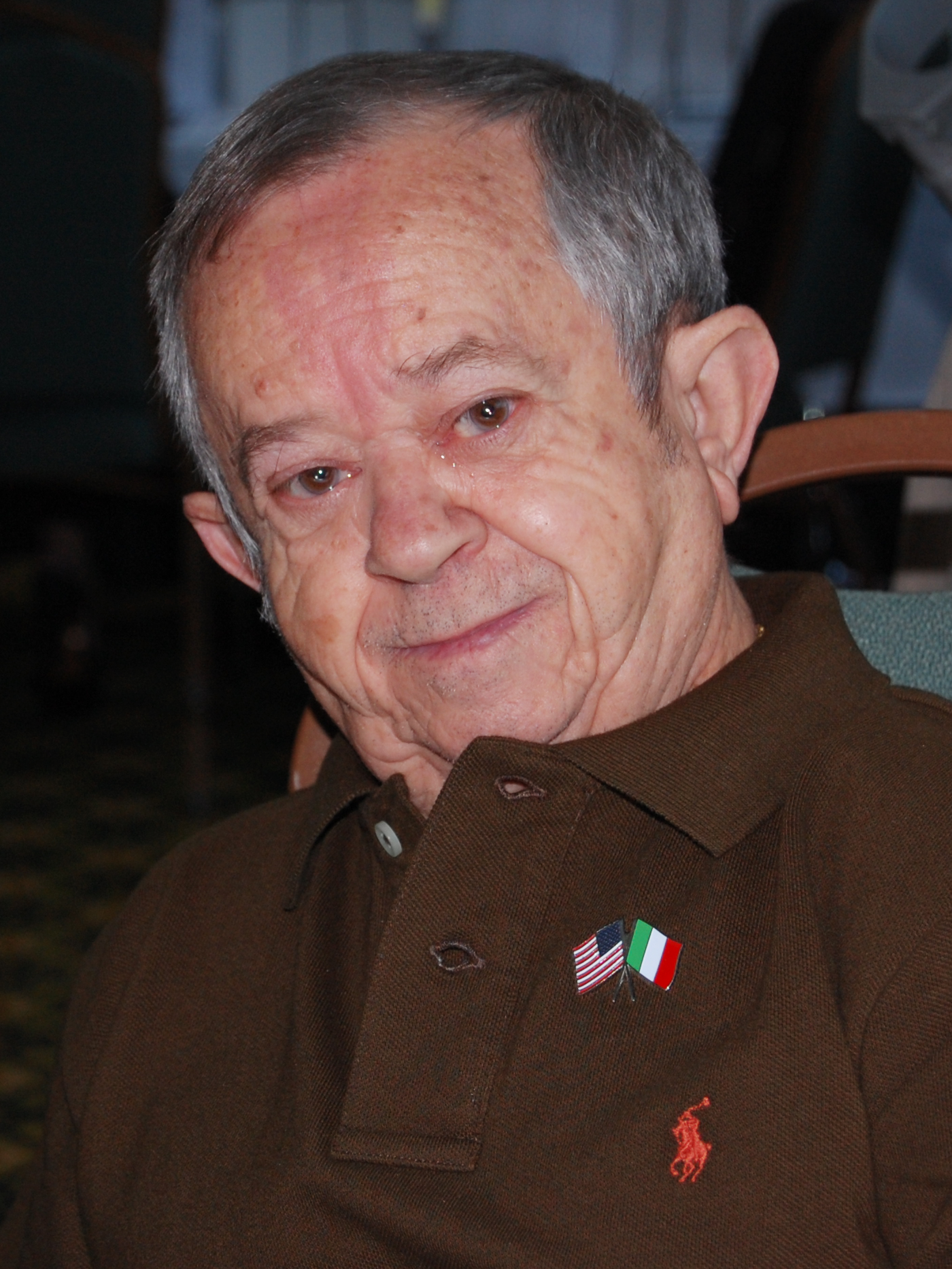
Felix Silla, interprete del Cugino Itt
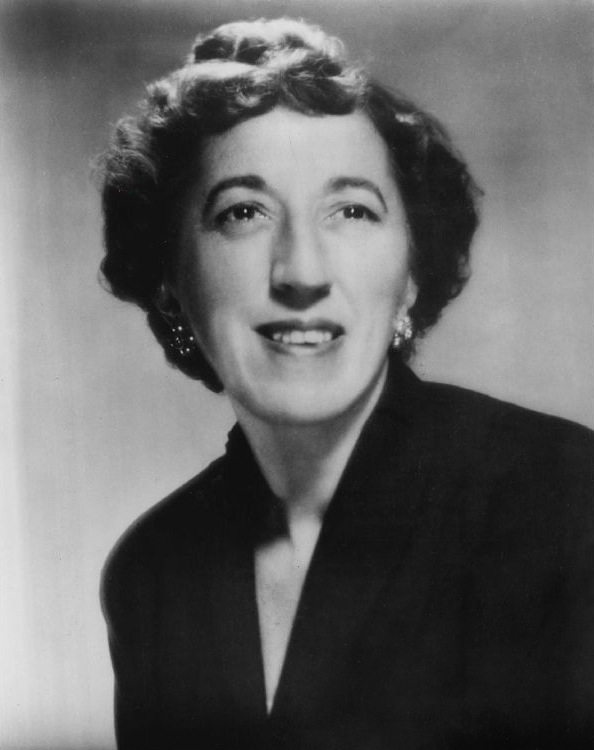
Margaret Hamilton, interprete di Hester Frump

## Produzione
La serie è stata creata da David Levy ed è ispirata alle vignette con protagonisti i personaggi della famiglia Addams, creata da Charles Addams, pubblicate sul periodico The New Yorker a partire dal 1938.
Dopo la seconda stagione la serie venne cancellata, ma era prevista una terza stagione che doveva essere ripresa a colori.

## Colonna sonora

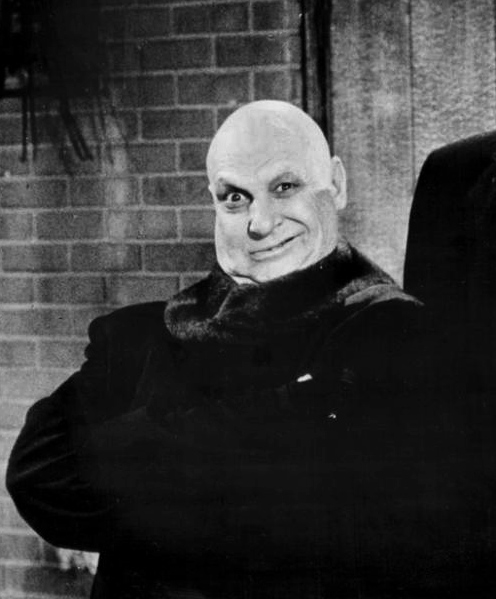
Zio Fester (Jackie Coogan)

La colonna sonora della serie è stata composta da Vic Mizzy, già compositore di colonne sonore per il cinema e per la televisione, il cui The Addams Family Theme, sigla della serie, diverrà uno dei suoi brani più conosciuti assieme alla sigla della serie La fattoria dei giorni felici (Green Acres).
La sigla della serie televisiva è dominata dal suono di un clavicembalo ed è caratterizzata dallo schioccare le dita e altri suoni prodotti con il corpo. Il brano cantato, vede l'attore Ted Cassidy recitare con la sua voce "alla Lurch" alcune parole in risposta al coro, come: "neat", "sweet" e "petite". Il brano è divenuto popolare al punto da vederlo pubblicato nel 1964 come singolo Main Theme The Addams Family, a nome Vic Mizzy, His Orchestra and Chorus, con sul retro il brano Main Theme Kentucky Jones, sigla della serie Il ragazzo di Hong Kong. Il singolo non ha tuttavia sfondato nella classifica statunitense. La sigla di chiusura era il medesimo tema in versione strumentale, comprendendo alcuni strumenti come triangolo, legnetti un fischietto e un richiamo per anatre.
Oltre alla sigla Vic Mizzy ha composto vari altri temi della serie televisiva, pubblicandoli nel 1965 nell'album Original Music from The Addams Family. Sempre nel 1965 Ted Cassidy pubblica anche il singolo The Lurch, che non ha nulla a che vedere con la colonna sonora della serie televisiva, si tratta infatti di una novelty song sul personaggio di Lurch, basata sulla Lurch Dance presente in un episodio della serie e scritta da Gary Paxton, già produttore della celeberrima The Monster Mash, novelty song a tema "horror" cantata da Bobby Pickett nel 1962.

## Distribuzione
La serie è stata trasmessa originalmente dal canale televisivo ABC dal 18 settembre 1964 all'8 aprile 1966.

### Edizione italiana
La prima edizione italiana, intitolata Gli Addams, venne trasmessa dal 17 aprile al 3 luglio 1966 sul Secondo Programma, oggi Rai 2. Questa prima edizione, consisteva tuttavia in una selezione di solo 12 episodi della prima stagione trasmessi in ordine sparso. Nell'adattamento italiano furono cambiati i nomi della maggior parte dei personaggi: Gomez veniva chiamato Demon; Zio Fester, Zio Drago; Mercoledì, Stellina; Pugsley, Giglio; mentre Lurch, Frankenstein. Eccettuate alcune sporadiche repliche negli anni settanta, questo doppiaggio non venne mai più riutilizzato.
A partire dal 22 settembre 1980, la serie fu ritrasmessa integralmente da diverse televisioni locali con il titolo La famiglia Addams e con un nuovo doppiaggio eseguito dalla Cinitalia Edizioni. In questa edizione i personaggi ripresero i loro nomi originali, seppure talvolta tradotti, come nel caso di Mercoledì; nomi che diventarono in seguito quelli più noti al pubblico italiano. Il secondo doppiaggio è stato utilizzato in tutte le repliche successive ed è l'unico disponibile in VHS e DVD.
La serie è stata successivamente acquistata dalla Fininvest e replicata da Italia 1 a partire dal 27 dicembre 1985. In seguito ha ricevuto numerose repliche su vari canali, quali Canale 5, 7 Gold, La 7 (dal 17 luglio 2004) Jimmy (dal 6 settembre 2004), Sky Show (dal 29 ottobre 2007), DeA Kids (dal 1º novembre 2009) e Fox Retro (dall'ottobre 2013).

### Edizioni home video
In Italia, alcuni episodi della serie vennero distribuiti in VHS dalla Panarecord negli anni novanta. Nel 2007 la serie completa è stata pubblicata in 3 cofanetti da 3 DVD ciascuno dalla MGM/20 Century Fox, e successivamente venduti anche in edizione editoriale dalla De Agostini. Questa edizione è stata riproposta nel 2021 dalla Warner Bros.

## Merchandising

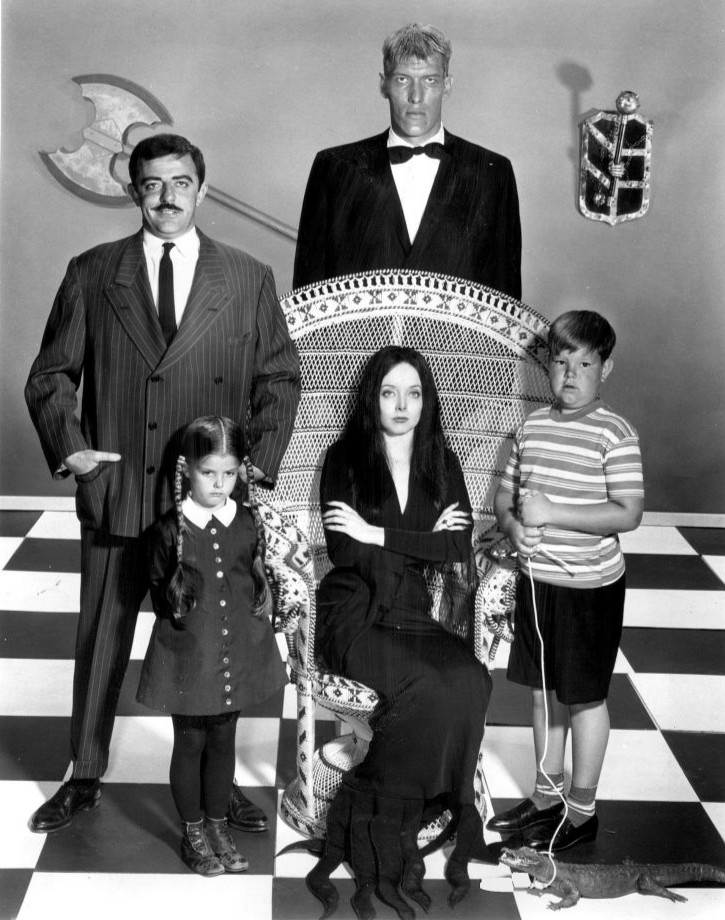
Il cast principale della serie (in senso orario a partire da sinistra): Gomez (John Astin), Lurch (Ted Cassidy), Pugsley (Ken Weatherwax), Morticia (Carolyn Jones) e Mercoledì (Lisa Loring)

- Nel 1964 la ditta di kit per modellismo Aurora Plastics Corp. commercializza un kit per costruire la casa degli Addams ispirata a quella visibile nel telefilm.[14][15] La casa è in scala 1:87, si intitola The Addams Family Haunted House ("La casa stregata della famiglia Addams"), ha il numero di catalogo 805-198 e viene originalmente venduta per $1.98.[15][16][17] Il kit, oltre ai pezzi per costruire l'edificio, contiene anche una serie di fantasmi da far sporgere dalle finestre della casa.[15] Una volta costruita la casa misura 8" (circa 20cm) di altezza e 7" (circa 18cm) di larghezza alla base.[15]
- Sempre nel 1964 la Filmways TV Productions Inc. realizza il salvadanaio meccanico a batteria The Thing, in cui Mano fuoriesce da una scatola nera per prelevare la moneta inserita nell'apposito alloggiamento.[17]
- Ancora nel 1964 la Ideal Toy Company commercializza il gioco da tavolo The Addams Family Game, che ritrae sulla scatola i personaggi della famiglia Addams interpretati dagli attori del telefilm.[17][18][19] Può essere giocato da un minimo di 2 a un massimo di 6 giocatori e presenta un tabellone su cui i personaggi possono muoversi attraverso vari percorsi, con carte da pescare con risultati favorevoli o sfavorevoli.[17][18][19]
- Lo stesso anno la Milton Bradley produce il gioco di carte The Addams Family Card Game, che si basa sul gioco della morra cinese. Scopo del gioco è infatti quello di catturare più carte possibili all'avversario.[20] Le carte vengono distribuite tutte ai giocatori presenti; il primo giocatore scopre la prima carta e così gli altri; chi ha la carta più alta prende tutte le carte scoperte.[20] Gomez prende Morticia, Morticia prende Mercoledì e Pugsley, i bambini prendono Gomez, Lurch e lo Zio Fester prendono qualsiasi altra carta.[20]
- Nel 1965 la Sawyer's, la ditta fotografica di Portland nell'Oregon che all'epoca detiene il marchio View-Master, attualmente di proprietà della Mattel, produce il set di 3 dischetti di diapositive stereoscopiche a colori (lo show viene invece trasmesso in bianco e nero) B486, contenente immagini tratte da un episodio della serie televisiva, più precisamente il tredicesimo episodio della seconda stagione Portrait of Gomez, distribuito in italiano con il titolo Ritratto di Gomez.[21][22][23]
- Sempre nel 1965 la Pyramid Books pubblica due novelisation ispirate al telefilm:
  - (EN) Jack Sharkey, The Addams Family, Pyramid Books, 1965.
  - (EN) W.F. Miksch, The Addams Family Strikes Back, Pyramid Books, 1965.
- Nel 1967 la Poynter Products Inc. di Cincinnati commercializza la lampadina Uncle Fester’s Mystery Light Bulb ("la lampadina misteriosa di Zio Fester").[17] La lampadina, alimentata da una batteria stilo AA, si accendeva chiudendo il circuito tra la base e la vita della lampadina stessa, grazie a un anello in dotazione o, così come faceva lo Zio Fester nel telefilm, mettendola in bocca.[17]
- Nel 2000 la Mattel realizza per la serie Collector Edition della linea Barbie, edizione The Addams Family, comprendente una Barbie "Morticia" e un Ken "Gomez" ispirati ai personaggi della serie televisiva del 1964.[24]
- Nel febbraio 2019 la Funko realizza una serie di action figure nella linea Pop rappresentati i personaggi del telefilm degli anni sessanta: Morticia, Gomez, Zio Fester, Mercoledì, Pugsley, il Cugino Itt e Lurch.[25] Vengono realizzate inoltre alcune edizioni speciali di Zio Fester con la lampadina in bocca e di Gomez che stringe la spada.[25] Altre figure vengono realizzate in bianco e nero: la coppia Morticia e Gomez e Mercoledì.[25][26]

## Film TV
Nel 1977 è stato realizzato il film per la televisione Halloween con la famiglia Addams (Halloween with the New Addams Family), diretto da David Steinmetz, in cui è stato riunito il cast originale della serie originale a eccezione di Blossom Rock che, a causa dell'età avanzata, è stata sostituita da Jane Rose. Nel film TV inoltre, essendo Lisa Loring (Mercoledì) e Ken Weatherwax (Pugsley) ormai grandi, sono stati introdotti due nuovi figli di Gomez e Morticia, di cui per altro non si trova riscontro in nessun'altra produzione legata alla famiglia Addams: due bambini chiamati Mercoledì Jr. (Jennifer Surprenant) e Pugsley Jr. (Ken Marquis).

## Rivalità conI Mostri
Sei giorni dopo che la serie televisiva della famiglia Addams debutta sugli schemi del network statunitense ABC, un'altra famiglia di "mostri" va in onda sulla rivale CBS, quella de I Mostri (The Munsters): i classici mostri della Universal in versione parodistica. La stessa settimana debutta anche un'altra serie a tematica "paranormale", Vita da strega (Bewitched), il fortunato telefilm, anche'esso realizzato dalla ABC, interpretato da Elizabeth Montgomery nei panni della strega Samantha, la cui produzione si protrarrà fino al 1972.
Nonostante il progetto de I Mostri fosse in realtà in gestazione fin dagli anni quaranta, esso rappresenta un tentativo della CBS di contrastare la produzione della rivale ABC. Nonostante la famiglia dei Munsters ottenga un indice di ascolto maggiore, venendo apprezzata di più dal pubblico americano degli anni sessanta rispetto alla rivale La famiglia Addams, Martin Chilton del Telegraph sostiene che la seconda dimostra una maggiore creatività, oltre ad avere una sigla più orecchiabile.
Mentre i Munsters rappresentano la tipica "normale" famiglia americana, con la sola differenza che questa è composta da una versione comica dei classici mostri dei film degli anni trenta della Universal, la famiglia Addams appare invece una famiglia di origini europee eccentrica e sofisticata. I passatempi dei Munsters sono quelli di una famiglia media americana, hanno come animale domestico un gattino, sono ben inseriti nella loro comunità da cui vengono apprezzati nonostante il loro strano aspetto e in un episodio Lily Munster è persino eccitata dal fatto che la sua famiglia possa diventare la "famiglia media americana" ideale grazie all'intervento di un computer. Al contrario Morticia Addams considererebbe questo un insulto per la propria famiglia, che si diletta invece di tortura, accoglie in casa come animali domestici un leone, una piovra e dei piranha e atterrisce il vicinato con le sue stravaganze venendo vissuta come un corpo estraneo dalla propria comunità.